# ベルナール・プティジャン

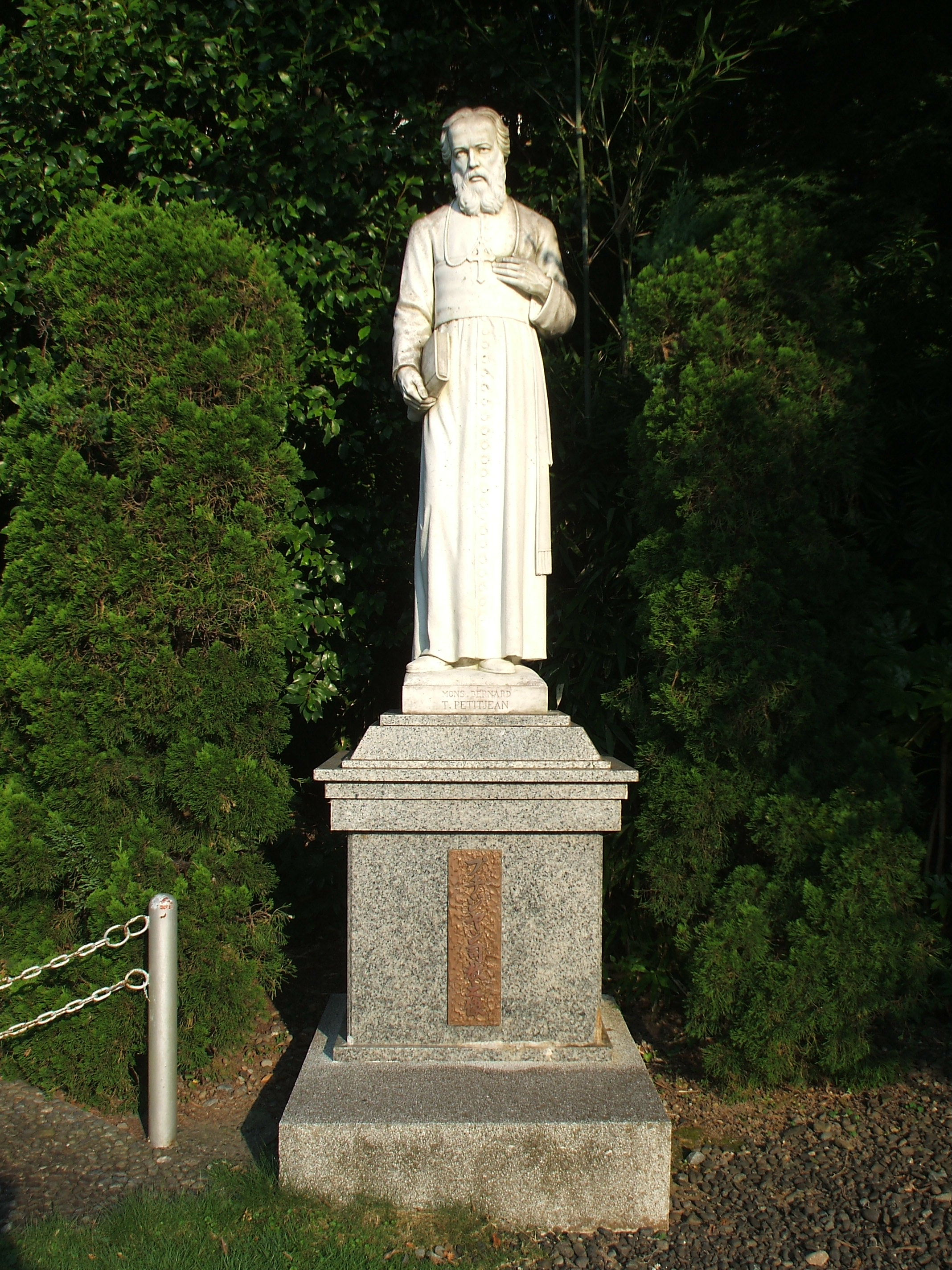
大浦天主堂敷地内にあるプティジャンの像

ベルナール・タデー・プティジャン（フランス語：Bernard-Thadée Petitjean, 1829年6月14日 - 1884年10月7日）は、フランス出身のカトリック宣教師である。パリ外国宣教会会員として幕末の日本を訪れ、後半生を日本の宣教にささげた。1865年、大浦天主堂での「隠れキリシタンの発見」（信徒発見）の歴史的瞬間に立ち会った。

## 生涯
プティジャンは、フランスのブランジ村に船大工の子として生まれた。1847年にオータン神学校に入学。1854年に司祭に叙階された。母校の教授2年、ウェルダン小教区の助任司祭4年、ショファイユ市の「幼きイエズス会」の修道院付司祭半年ののち、1859年にパリ外国宣教会に入会し、日本への宣教を志した。
1860年（万延元年）に日本宣教を命ぜられる。当時の日本は、外国人の入国が困難であったため、香港を経て琉球に渡り、那覇で2年間フューレとともに日本語と日本文化を学んだ。1862年（文久2年）11月に横浜に上陸し、1864年には長崎に赴く。任務は大浦の居留地に住むフランス人の司牧ということであった。後にプティジャンは日仏通商条約にもとづいて、長崎の西坂（日本二十六聖人の殉教地）を見ることができる丘の上に、居留地に住むフランス人のための教会を建築する許可を得た。こうして建てられたのが大浦天主堂である。1866年（慶応2年）10月21日には香港で日本代牧区司教に任命された。同年12月横浜を経て長崎に着任。フューレ、クーザン、アンブルステ、ポアリエらとともに信者の指導を開始。
1867年7月「浦上四番崩れ」によるキリシタン逮捕事件が起きる。各国の公使、領事を通じて幕府に抗議し、事件の通報及び援助の獲得のため、同年10月横浜を出航、フランス各地を経て、1868年（慶応4年）1月、ローマで教皇ピオ9世に謁見した。ローマ滞在中、画家に26聖人殉教の油絵作成を依頼。図書館では日本関係文書を探して、公教要理問答集ほか2冊を筆写した。同年6月、マルク・マリー・ド・ロを連れて長崎に帰任。1869年（明治2年）5月、バチカン公会議出席のため、再度ローマに赴く。1870年（明治3年）1月、浦上キリシタン約3000名の総流罪をローマで聞き、早速帰国しようとしたが許されず、同年12月に帰国し、信者釈放に尽力した。1873年（明治6年）3月太政官より信者の釈放帰村命令が出ると、香港経由でパリ本部に宣教師15名の来援を打電した。長崎を拠点にキリスト教宣教や日本人信徒組織の整備と日本人司祭の養成、教理書や各種出版物の日本語訳などに力を注いだ。
1876年（明治9年）ローマに赴き、日本教会の分轄を申請。同年5月に宣教聖省は、申請に応じて南緯、北緯の2教区を設け、南緯教区長にはプティジャンを、北緯教区にはピエール・マリー・オズーフを担当とした。1877年（明治10年）大阪に司教座を定める。1880年（明治13年）長崎に移り、1884年（明治17年）に大浦で死去し、大浦天主堂内に埋葬された。

## 信徒発見
大浦天主堂は当時珍しい洋風建築だったので評判になり、近くに住む日本人は「フランス寺」「南蛮寺」と呼び見物に訪れた。プティジャンは訪れる日本人に教会を開放し、自由に見学することを許していた。本来は居留フランス人のために建てられた天主堂を、プティジャンが興味本位で訪れる日本人に開放し見物を許していたのには理由があった。長崎がキリシタン殉教者の土地であることから、いまだ信徒が潜んでいるのではないか、もしかすると訪れて来る日本人の中に信徒がいるのではないかというわずかながらの期待があったからである。
1865年（元治2年）3月17日（旧暦2月20日）の午後、プティジャンが庭の手入れをしていると、やってきた15人ほどの男女が教会の扉の開け方がわからず難儀していた。プティジャンが扉を開いて中に招き入れると、一行は内部を見て回っていた。プティジャンが祭壇の前で祈っていると、一行の一人で杉本ゆりと名乗る中年の女性が彼のもとに近づき、「ワレラノムネ、アナタノムネトオナジ（私たちの信仰はあなたの信仰と同じです）」「サンタ・マリアの御像はどこ？」とささやき、マリア像を見て「そうそうサンタ・マリアでござる。あれあれ、おん子ゼズズさまをだいておいでなさる」と喜んで祈りを捧げた。浦上から来た彼らこそ300年近くの間、死の危険を冒してまでキリスト教の信仰を守っていた隠れキリシタンといわれる人々であった。プティジャンは驚き喜んだ。

プティジャンはこの仔細をヨーロッパへ書き送り、大きなニュースとなった。以後、続々と長崎各地で自分たちもキリシタンであるという人々が名乗り出てきた。プティジャンは見物を装って訪れる日本人信者に対し、秘密裏にミサや指導を行っていたが、しかし堂々とキリスト教の信者であることを表明する者が現れたため、江戸幕府やキリスト教禁教政策を引き継いだ明治政府から迫害や弾圧を受けることになる。
プティジャンによるキリスト教徒発見と、江戸幕府と明治政府による厳しい弾圧行為や、棄教を強いる厳しい拷問の情報が欧米に伝わると、欧米諸国が日本に外交的圧力を掛ける行動を促し、明治政府にキリスト教弾圧政策に圧力をかける結果に繋がり、江戸時代より禁教とされてきたキリスト教信仰が解禁されるきっかけとなった。

## 著作
- 玫瑰花冠記録 / じわん・で・るえだ訳他，ベルナルド・プティジアン, 明治2年

## 関連書籍
- 片岡弥吉、『日本キリシタン殉教史』、1979年、時事通信社、ISBN 4-7887-7928-5。　pp.570-574
- フランシスク・マルナス 久野桂一郎訳、『日本キリスト教復活史』、みすず書房、1985年
- 太田淑子、『キリシタン』 東京堂出版 ISBN 4-490-20379-9。
- 五野井隆史、『日本キリスト教史』 吉川弘文館 ISBN 4-642-07287-X。
- Gilles van Grasdorff, La belle histoire des Missinos étrangères 1658-2008, Paris, Perrin, 2007.
- Gilles van Grasdorff, À la découverte de l'Asie avec les Missions étrangères, Paris, Omnibus, 2008.